# Brunpannad hackspett
Brunpannad hackspett (Dendrocoptes auriceps) är en fågel i familjen hackspettar inom ordningen hackspettartade fåglar.

## Utseende
Brunpannad hackspett är en 19-20 cm svartvit hackspett. Panna och främre delen av hjässan är brun, mittersta delen gul och hos hanen en röd fläck på bakre delen av hjässan. Den svarta ovansidan är vitbandad men saknar olikt liknande mahrattaspetten (Leiopicus mahrattensis) bandning på de centrala stjätfjädrarna. I ansiktet syns ett tydligt svart mustaschstreck och undersidan är prydligt svartstreckad. Undergumpen är rosa.

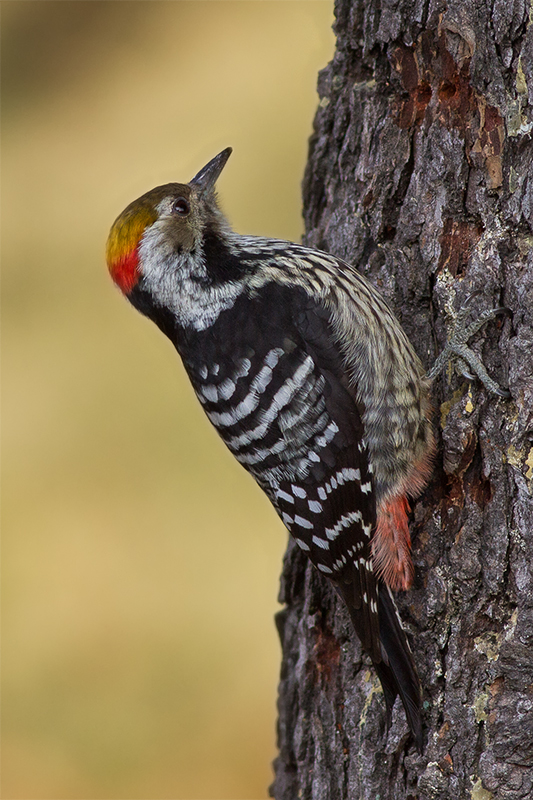

## Utbredning och systematik
Fågeln förekommer i norra Baluchistan och västra Himalaya (Afghanistan, norra Indien och Nepal). Den behandlas som monotypisk, det vill säga att den inte delas in i några underarter.

### Släktestillhörighet
Arten placerades tidigare i släktet Dendrocopos och vissa gör det fortfarande. DNA-studier visar dock att den står närmare de afrikanska hackspettarna i släktet Dendropicos och lyfts därför tillsammans med mellanspett och arabspett ut till släktet Dendrocoptes. Andra, som Birdlife International, inkluderar Dendrocoptes i Leiopicus.

## Levnadssätt
Brunpannad hackspett förekommer både i barrskog, skogar med tall och ek samt bergsbelägna torra lövskogar. Den lever av instekter och deras larver, men tar också vegetabiliskt material som frukt, bär och tallfrön. Fågeln häckar mellan april och juli. Den hackar ur sitt bo ur ett dött träd eller undersidan av en kraftig tallgren, mellan två och 12 meter över marken men vanligen under åtta meter. Arten är höjdledsflyttare som rör sig till lägre regioner vintertid.

## Status och hot
Arten har ett stort utbredningsområde, men tros minska i antal, dock inte tillräckligt kraftigt för att den ska betraktas som hotad. Internationella naturvårdsunionen IUCN listar arten som livskraftig (LC). Världspopulationen har inte uppskattats men den beskrivs som lokalt vanlig i hela utbredningsområdet.